# Marchese di Aberdeen e Temair
Marchese di Aberdeen e Temair è un titolo ereditario della nobiltà inglese della parìa del Regno Unito creato il 4 gennaio 1916 per John Hamilton Gordon, VII conte di Aberdeen.

## Storia

### Baronettia di Haddo
La famiglia Gordon discende da John Gordon, il quale combatté tra le file dei Realisti contro i Covenanters nel corso della Guerra civile inglese. Nel 1642 questi venne creato baronetto, di Haddo, nella contea di Aberdeen, nella Baronettia della Nuova Scozia. Nel 1644 egli venne riconosciuto colpevole di tradimento e venne decapitato, ed il suo titolo venne abolito. Il titolo venne concesso nuovamente dopo la restaurazione al figlio di questi, John, il secondo baronetto.

### Contea di Aberdeen

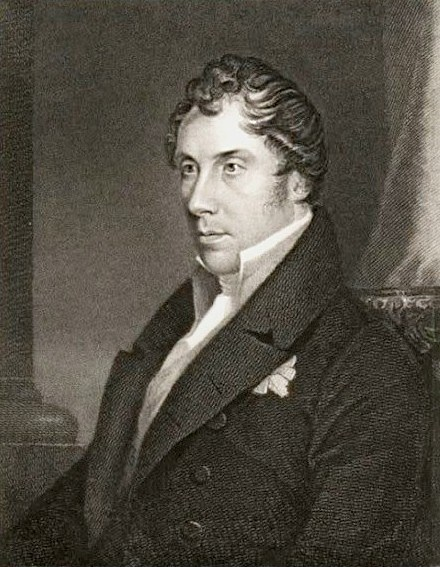
George Hamilton-Gordon, IV conte di Aberdeen; Primo ministro del Regno Unito 1852-1855

Il secondo baronetto morì senza eredi maschi e venne succeduto da suo fratello minore, il III baronetto. Egli fu un noto avvocato e prestò servizio come Lord President of the Court of Session e Lord Cancelliere di Scozia. Il 30 novembre 1682 questi venne elevato nella Parìa di Scozia coi titoli di Lord Haddo, Methlick, Tarves e Kellie, Visconte di Formartine e Conte di Aberdeen. Egli venne succeduto dall'unico figlio sopravvissutogli, il II conte. Sedette nella Camera dei Lords dal 1721 al 1727. Alla sua morte i suoi titoli passarono al figlio primogenito avuto dal suo secondo matrimonio, il III conte. Questi fu rappresentante scozzese dal 1747 al 1761 e dal 1774 al 1790.

### Lord Aberdeen, primo ministro
Il III conte venne succeduto da suo nipote, il IV conte, che era il figlio primogenito di George Gordon, Lord Haddo. Lord Aberdeen fu un noto diplomatico e uomo di stato e prestò servizio come Foreign Secretary dal 1828 al 1830 e dal 1841 al 1846 e come primo ministro del Regno Unito dal 1852 al 1855. Nel 1815 egli venne creato anche Visconte Gordon, di Aberdeen nella contea di Aberdeen, nella Parìa del Regno Unito, che gli permise automaticamente di entrare nella camera dei Lords. Aberdeen sposò in prime nozze lady Catherine Elizabeth (1784–1812), figlia di John Hamilton, I marchese di Abercorn, ed assunse per licenza reale nel 1818 anche il cognome di Hamilton. Quando morì i titoli passarono al suo figlio primogenito avuto dal suo secondo matrimonio con Harriet Douglas, il V conte. Questi fu membro del parlamento per la costituente di Aberdeenshire. Il figlio primogenito, il VI conte, fu un marinaio ed avventuriere ed affogò accidentalmente presso le coste americane nel 1870 senza essersi sposato e senza aver avuto figli.

### Marchesa di Aberdeen e Temair

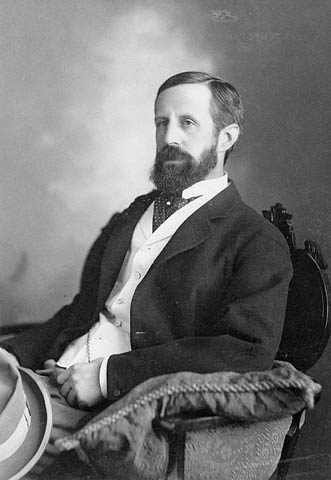
John Hamilton-Gordon,
I marchese di Aberdeen e Temair

Il sesto conte di Aberdeen venne succeduto dal fratello minore, il VII conte. John Hamilton-Gordon, fu un politico liberale e prestò servizio come Lord Luogorenente d'Irlanda nel 1886 e dal 1905 al 1915 e fu Governatore Generale del Canada dal 1893 al 1898. Nel 1916 venne creato Conte di Haddo, nella contea di Aberdeen, e Marchese di Aberdeen e Temair, nella contea di Aberdeen, nella contea di Meath e nella contea di Argyll. Tutti i titoli vennero creati nella parìa del Regno Unito.
Venne succeduto dal figlio primogenito, il secondo marchese, che fu membro del London County Council e che prestò servizio come Lord Luogotenente dell'Aberdeenshire. Non avendo avuto figli venne succeduto dal fratello minore, il terzo marchese. Questi fu un famoso presidente della Federation of British Industries. Quando morì i titoli passarono al suo figlio primogenito, il IV marchese. Questi fu membro dell'Aberdeenshire County Council e Lord Luogotenente dell'Aberdeenshire. Ebbe quattro figli adottati ma nessun figlio biologico e come tale venne succeduto dal fratello minore, il quinto marchese. Broadcaster per la BBC, non essendosi mai sposato alla sua morte nel 1984 i titoli passarono al fratello minore, il sesto marchese. Questi fu consigliere del The Arts Club ed attualmente, dopo la sua morte nel 2002, i suoi titoli sono passati al suo unico figlio, il settimo marchese.
La sede di famiglia è Haddo House, nell'Aberdeenshire. Il titolo di conte di Haddo è il titolo di cortesia del figlio primogenito del marchese in carica.

## Baronetti Gordon, di Haddo (1642)
- Sir John Gordon, I baronetto (1610–1644)
- Sir John Gordon, II baronetto (c. 1632–1665)
- Sir George Gordon, III baronetto (1637–1720) (creato Conte di Aberdeen nel 1682)

## Conti di Aberdeen (1682)
- George Gordon, I conte di Aberdeen (1637–1720)
  - George Gordon, Lord Haddo (1674-m. tra 1694-1708)
- William Gordon, II conte di Aberdeen (1679–1745)
- George Gordon, III conte di Aberdeen (1722–1801)
  - George Gordon, Lord Haddo (1764–1791)
- George Hamilton-Gordon, IV conte di Aberdeen (1784–1860)
- George Hamilton-Gordon, V conte di Aberdeen (1816–1864)
- George Hamilton-Gordon, VI conte di Aberdeen (1841–1870)
- John Campbell Hamilton-Gordon, VII conte di Aberdeen (1847–1934) (creato Marchese di Aberdeen e Temair nel 1916)

## Marchesi di Aberdeen e Temair (1916)
- John Campbell Gordon, I marchese di Aberdeen e Temair (1847–1934)
- George Gordon, II marchese di Aberdeen e Temair (1879–1965)
- Dudley Gladstone Gordon, III marchese di Aberdeen e Temair (1883–1972)
- David George Ian Alexander Gordon, IV marchese di Aberdeen e Temair (1908–1974)
- Archibald Victor Dudley Gordon, V marchese di Aberdeen e Temair (1913–1984)
- Alastair Ninian John Gordon, VI marchese di Aberdeen e Temair (1920–2002)
- Alexander George Gordon, VII marchese di Aberdeen e Temair (n. 1955)

L'erede apparente è il figlio maggiore dell'attuale detentore del titolo, George Ian Alastair Gordon, conte di Haddo (n. 1983). Egli ha un figlio, Ivo Ninian Alexander Gordon, visconte Formartine (18 luglio 2012).